# On Tour (televisieserie)
On Tour is een televisieserie van het Vlaamse productiehuis Sultan Sushi gemaakt voor Disney Channel Nederland en Vlaanderen. De serie wordt sinds 5 mei 2012 uitgezonden op Disney Channel in Nederland en Vlaanderen en is tevens online te zien via de Disney website. De serie is gebaseerd op de serie La Gira van Disney Channel Spanje met in de belangrijkste hoofdrollen Lucía Gil & Paula Dalli (beiden deelgenomen aan My Camp Rock Spanje). De serie In Tour van Disney Channel Italië is ook gebaseerd op La Gira de belangrijkste rollen van In Tour worden gespeeld door Arianna Costantin en Martina Russomanno (beiden deelgenomen aan My Camp Rock Italië). De serie Highway Rodando la Aventura van Disney Channel Latijns America is ook lichtelijk op de serie gebaseerd.
In tegenstelling tot La Gira en In Tour gebruiken On Tour en Highway Rodando la Aventura geen lachband maar muziek om de juiste sfeer neer te zetten. Waar Disney Channel Spanje koos voor acteurs/actrices in dezelfde leeftijdscategorie koos Sultan Sushi voor meer ervaren volwassen acteurs/actrices.
Hoofdrollen in de serie worden gespeeld door o.a. Pip Pellens, Liss Walravens en Matthew Michel, die samen in de band Pop4You zitten. In hun voorprogramma speelt de band De Nitwits.

## Plot
De popband Pop4You (bij La Gira geheten Pop4U en bij In Tour geheten Pops), bestaande uit Karo, Daan en Sara, toert door Nederland en België met een luxetoerbus. In het voorprogramma staat de band De Nitwits, bestaand uit Jimmie, Willie en Billie. Zij zijn een echte rockband. De Nitwits vinden zichzelf erg goed en vinden dat zij de hoofdact moeten zijn van de toer en dat Pop4You eigenlijk in het voorprogramma moet staan.
Tijdens de toer doen De Nitwits er alles aan om de hoofdact te worden. Daarbij drijven ze de leden van Pop4You soms tot waanzin.

## Personages

### Hoofdpersonages
Karo (Pip Pellens)Zangeres van de band Pop4You. Ze is populair, ondernemend en lacht veel. Ze is soms ook weleens jaloers, waardoor ze verkeerde beslissingen neemt en in de problemen komt. Ze heeft op één specifieke jongen een oogje. Karo kan ook gitaar spelen.
Daan (Matthew Michel)Gitarist van de band Pop4You. Kan goed gitaar spelen en ziet er goed uit. Muziek is dan ook alles voor hem en daarbij gaat hij altijd goed gekleed. Hij heeft altijd zijn gitaar bij zich.
Sara (Liss Walravens)Drumster van de band Pop4You. Ze is een stoere meid en heeft een jongensachtige stijl, maar kan op haar tijd ook erg meisjesachtig zijn. Ze kan ook goed zingen, maar trommelt op alles wat los en vast zit vanaf haar geboorte. Toen Karo en Daan haar hoorden trommelen in een winkel is Pop4You ontstaan.
Jimmie (Bart van Veldhoven)Drummer van de band De Nitwits. Hij is sociaal, een beetje gek en naïef. Hij heeft een oogje op Karo. Hij is drummer geworden omdat hij de looks van een drummer heeft en niet omdat hij erg goed is. Hij kan eigenlijk heel goed gitaarspelen.
Billie (Thomas Van Goethem)Zanger en gitarist van de band De Nitwits. Hij droomt ervan om beroemd te worden. Niemand houdt hem tegen in de weg daarnaartoe. De Nitwits zijn het gevolg van een actie door Billie om in het nieuws te komen. Hij is jaloers op Pop4You en wil graag de hoofdact zijn van de toer. Hij is de neef van Willie.
Willie (Lennert Vercammen)Bassist van de band De Nitwits. Hij is traag, loom en een beetje lui. Zijn grote hart maakt echter veel goed. Hij heeft het beste over voor iedereen en gaat zonder stress door het leven. Alles kan, niets moet is zijn motto. Hij is ook de neef van Billie

### Nevenpersonages
| Personage       | Acteur                |
| --------------- | --------------------- |
| Prunella Nitwit | Wanda Joosten         |
| Buschauffeur    | Hero Muller           |
| Gloria          | Joy Wielkens          |
| Hemzelf         | Dean Dellanoit        |
| Josefien        | Ingrid Jansen         |
| manager         | Jo Jochems            |
| Mario           | Door Van Boeckel      |
| Nel             | Sara Gracia Santacreu |
| haarzelf        | Sita Vermeulen        |
| vader Daan      | Daan Hugaert          |

## Afleveringen
- De eerste dag werden er 2 afleveringen aaneensluitend uitgezonden.
- De laatste aflevering van seizoen 1 was op 28 juli 2012.

| Seizoen | Afleveringen | Uitgezonden   | Uitgezonden    |
| Seizoen | Afleveringen | Seizoen start | Seizoen finale |
| ------- | ------------ | ------------- | -------------- |
| 1       | 26           | 5 mei 2012    | 28 juli 2012   |

On Tour seizoen 1
| Nr. | Titel                            | Uitzenddatum/Tijd &                                 | Plot | Liedje(s)                                                         | Gastster(ren)  |
| --- | -------------------------------- | --------------------------------------------------- | --- | ----------------------------------------------------------------- | -------------- |
| 1   | On Tour                          | 5 mei 2012 9:30                                     | De Nitwits hebben een ijscowagen als toerbus, dat vinden ze maar niks, er komen ook steeds klanten die denken dat hun toerbus echt een ijsverkooppunt is. Dat vinden ze zo irritant dat ze naar de toerbus van Pop4You gaan. | Sample: Worthwhile (Instrumentaal)                                |                |
| 2   | Zeg het met bloemen              | 5 mei 2012 9:30                                     | De Nitwits komen steeds in de toerbus van Pop4You ook al mogen ze daar niet zijn van hun manager. Karo krijgt een bos rozen van haar fans, alleen is ze wel allergisch voor rozen. De Nitwits proberen dit te gebruiken tegen Pop4You. |                                                                   |                |
| 3   | Prunella Nitwit                  | 6 mei 2012 9:30                                     | Omdat Pop4You een nieuw nummer hebben moet er van de Nitwits een nummer geschrapt worden wegens tijdgebrek. De Nitwits zijn het hier niet mee eens en gaan in protest. | Sample: Worthwhile (Instrumentaal) en Gaan (Lange versie)         |                |
| 4   | De badkamer of doom              | 12 mei 2012 9:30                                    | In de wc van de toerbus van Pop4You stinkt het vreselijk, daardoor denken de Nitwits en Pop4You dat de wc stuk is. Dit is echter niet zo, er is alleen een tank die regelmatig geleegd moet worden, maar dat is nog nooit gebeurd. |                                                                   |                |
| 5   | In de Gloria                     | 13 mei 2012 9:30                                    | Choreografe Gloria is jarig. Karo, Daan en Sara vergeten het en proberen dat alsnog goed te maken. |                                                                   |                |
| 6   | Een nieuwe dans                  | 19 mei 2012 9:20                                    | De support T-shirts van Pop4You zijn mislukt de tekst Pop4You staat op de kop. Om de kosten te drukken moeten ze morgen een extra concert geven. Omdat Gloria in het ziekenhuis ligt neemt geograaf Hans Dorlepiep het over. |                                                                   |                |
| 7   | Twee Superfans nummer 1          | 20 mei 2012 9:30                                    | Nel ontmoet een mooi blond meisje genaamd Josefien, die ook een grote fan is van Pop4You, ze weet alles over Daan. Nel wordt jaloers en vertelt dit aan Karo. Samen bedenken ze een plan om Josefien uit de weg te ruimen; ze stoppen haar in een container. Maar als Daan Josefien vindt, horen Nel en Karo dat Josefien eigenlijk Daans nichtje is. |                                                                   | Ingrid Jansen  |
| 8   | De Grote Baas                    | 26 mei 2012 9:30                                    | De Nitwits zijn met hun toerbus tegen twee aanduidingspijlen gereden. Dan horen ze dat de grote baas van de studio komt, in tegenstelling tot de Nitwits gaat Pop4You extra hard repeteren. De Nitwits gaan hun kledingstijl aanpassen speciaal omdat de baas komt. Ze horen van de manager dat de baas undercover in het publiek zit, terwijl de Nitwits nog niet gerepeteerd hebben. Het concert van de Nitwits was vreselijk. Gelukkig voor hen is de baas verkeerd gereden, door de pijltjes waar de Nitwits aan het begin van de aflevering tegenaan zijn gereden. |                                                                   |                |
| 9   | De eerste kus                    | 27 mei 2012 9:30                                    | Omdat de baas heeft gespaard op de verwarming zijn de leden van Pop4You en de Nitwits verkouden. De Nitwits blijven binnen omdat ze bang zijn dat ze iemand aansteken | 1 Kus                                                             |                |
| 10  | Ufo's                            | 2 juni 2012 9:30                                    | Pop4You en de Nitwits lopen te speculeren of Aliens nu eigenlijk wel bestaan. Jimmie probeert de rest ervan te overtuigen dat dit wel zou moeten omdat het heelal wel heel erg groot is. Dat zien ze lichten en een gedaante door de ramen heen. Later blijkt dit een uit het circus ontsnapte aap en de Buschauffeur Jos te zijn. |                                                                   |                |
| 11  | De hemelse Hells Angels          | 3 juni 2012 11:00 (in verband met On Tour Marathon) | Dean krijgt een klap op zijn hoofd en raakt daardoor zijn geheugen kwijt. Hij denkt daardoor dat hij geen zanger maar een timmerman is. Tijdens zijn werkzaamheden als timmerman valt hij van een trap waardoor Dean opnieuw een klap krijgt, zijn geheugen is daardoor weer terug. |                                                                   | Dean Delannoit |
| 12  | FC Losers                        | 9 juni 2012 9:30                                    | De Nitwits en Daan kijken voetbal, en superfan Nel dient als antenne. Dan beginnen de Nitwits op te scheppen hoe goed zij vroeger waren in FC Nitwits. Dan vraagt Nel waarom zij zelf niet eens gaan voetballen in plaats van voor de tv te hangen. De Nitwits vinden dit een goed idee, Pop4You tegen de Nitwits, maar bedenken uiteindelijk dat de Jongens tegen de Meisjes nog leuker kan zijn. Billie is de scheidsrechter. De meisjes winnen met 10-0. |                                                                   |                |
| 13  | De grens                         | 10 juni 2012 9:30                                   | Pop4You wordt het zat dat de Nitwits alsmaar in de toerbus van Pop4You zitten en hun spullen gebruiken. Beide besluiten daarom om een grens tussen de toerbus te maken. Als ze het toch doen, krijgen ze een strafpunt. Superfan Nel houdt bij of dit niet gebeurt en houdt ook de score bij. Uiteindelijk eindigt het in een gelijke stand en besluiten ze de grens maar op te heffen. |                                                                   |                |
| 14  | Zoals de drummer thuis tikt      | 16 juni 2012 9:30                                   | De Nitwits spelen in hun thuisplaats. Pop4You hebben een verrassing voor de Nitwits, Die denken hier natuurlijk meteen pessimistisch over. Daarom bedenken ze dat Jimmie een blindedarmontsteking heeft. Dit omdat hij goed kan acteren. Zo dat ze het optreden en de verrassing dus kunnen ontlopen. Dit vinden ze niet genoeg, ze saboteren de stroom in de concertzaal zodat ook Pop4You niet kan optreden. Dan komt de baas terug met Jimmie van het ziekenhuis, de verzekering betaalt alles en Jimmies blindedarm is dik in orde. Dan horen ze van de baas dat zij de hoofdact zijn en Pop4You het voorprogramma. Hun optreden gaat natuurlijk mis omdat de stroom is gesaboteerd. | The Nitwits - Als je alles geeft (Ours To Win) (Na de uitzending) |                |
| 15  | Episode in D-Groot               | 17 juni 2012 9:30                                   | De vader van Daan belt op, hij vindt de muziek van Pop4You herrie en vindt dat Daan op een klassieke muziekschool moet in London van het Verenigd Koninkrijk, Daan vindt dit natuurlijk helemaal niks. Tegelijkertijd bedenken de Baas,The Nitwits en de andere leden van Pop4You hoe het dan verder moet zonder Daan. Dan geeft Daan nog een afscheidsoptreden, de vader ziet in dat Daan hier toch het gelukkigst is en staakt zijn plannen. |                                                                   |                |
| 16  | De eerste kus                    | 23 juni 2012 9:30                                   | Na een grap van de Nitwits, als Pop4You op het podium staat, is er veel schade. Niet alleen aan de apparatuur, maar ook het imago van Pop4You. De Nitwits en Pop4You moeten dit op zien te knappen en geven een concert, waarbij Jimmie en Karo moeten kussen. Maar dit gaat mis op het podium en Jimmie wordt doof. |                                                                   |                |
| 17  | Doof                             | 24 juni 2012 9:30                                   | Jimmie heeft bij een optreden te dicht bij de luidsprekers gestaan, hij hoort daarom niet meer zo goed. De Nitwits bedenken hoe ze dat kunnen oplossen. |                                                                   |                |
| 18  | De zaak Manneken Pis             | 30 juni 2012 9:30                                   | Er is een chocolademanneke Manneken Pis waarvan steeds lichaamsonderdelen worden gestolen. Daan wordt hiervan verdacht omdat hij in zijn jeugd altijd gek was op chocola, er wordt door Pop4You en de Nitwits een rechtszaak gehouden. Net op tijd levert superfan Nel bewijs dat Billie en Willie de lichaamsdelen hebben gestolen. |                                                                   |                |
| 19  | Pizza                            | 1 juli 2012 9:30                                    | Karo heeft per ongeluk een handtekening gezet onder een contract voor een Benefietconcert. De baas is hier niet zo blij mee omdat dit hem wel geld kost maar niets oplevert. Sita gaat met Pop4You optreden. Omdat er dan al 2 acts zijn mogen de Nitwits niet optreden. De Nitwits proberen Sita er toe te hypnotiseren met hun op te treden. |                                                                   | Sita Vermeulen |
| 20  | Jos komt los                     | 7 juli 2012 9:30                                    | Buschauffeur Jos zoekt door middel van een video-oproep naar een vriendin. Ondertussen is Gloria sportoefeningen aan het doen met Pop4You en de Nitwits, wat ze uitbuiting vinden. Ze merken dat de manager zich zenuwachtig gedraagt als hij over Gloria praat. Ze maken twee dezelfde briefjes voor Gloria en de manager voor een romantisch etentje, in de hoop dat Gloria dan geen tijd meer heeft voor de sportoefeningen. Jimmie stopt een van de briefjes in de jas van de manager. Deze blijkt de jas van Jos te zijn, en dus daagt Jos op in de plaats van de manager. Gloria is woedend en doet nog ergere sportoefeningen, omdat ze 2 briefjes heeft ontvangen en dat ze eentje wel door de vingers had kunnen zien. Het tweede briefje was wel echt, en de man die Gloria voor het echte etentje heeft uitgenodigd is erg verdrietig dat Gloria niet gekomen is. | Sample: Worthwhile (Instrumentaal)                                |                |
| 21  | Zombies, Aliens en Ruimteridders | 8 juli 2012 9:30                                    | Er staat een grote file op de weg. De Nitwits gaan naar de toerbus van Pop4You omdat ze moe zijn van het wachten. De file blijkt te zijn wegens een politiecontrole. Om de tijd te doden gaan ze een door Jimmie zelfbedacht spel spelen. Per ongeluk gebruiken ze de papieren van de bus. Jos vindt de papieren verkreukt. Als de politie langskomt moeten Pop4You en de Nitwits de papieren ontkreuken. Helaas krijgt Jos toch een boete omdat de achterlichten van de bus kapot leken te zijn, maar de lampjes dienden als de pionnen in Jimmies spel. |                                                                   |                |
| 22  | Een hel zonder Nel               | 14 juli 2012 9:30                                   | Nel wil Pop4You helpen, maar Pop4You vinden Nel een bemoeizuchtige fan, dus sturen ze Nel maar weg. Nel gaat vervolgens op een jeugdkamp. Maar ze vinden het toch wel jammer dat Nel weg is. Ze krijgen een brief gestuurd door Nel, na het lezen ervan hebben ze spijt dat ze Nel zo bot hebben behandeld. Nel komt eerst nog terug om de spullen in te pakken voordat ze op kamp gaat. Ze willen het goedmaken dus doen ze wat terug voor Nel, ze wassen haar kleren. Nel vindt dit zo aardig dat ze besluit niet op kamp te gaan. |                                                                   |                |
| 23  | Op de cover                      | 15 juli 2012 9:30                                   | Pop4You wil aan zee optreden maar mag niet naar buiten. Popsy magazine wil Pop4You en The Nitwits interviewen. Daarom stuurt de manager ze naar het strand om daar gezond te worden. Ze worden daar bestormd door fans. Daan heeft bedacht om 's nachts het strand op te gaan, dan zijn de fans er niet. |                                                                   |                |
| 24  | Willie Spielburg                 | 21 juli 2012 9:30                                   | |                                                                   |                |
| 25  | Het peloton des doods            | 22 juli 2012 9:30                                   | |                                                                   |                |
| 26  | Karo Solo                        | 28 juli 2012 9:30                                   | Karo heeft een solocontract van de platenmaatschappij aangeboden gekregen en deze ook aangenomen. Omdat Pop4You nu geen zangeres meer heeft wil de manager de tour afgelasten. Billie bedacht dat hij wel de nieuwe zanger van Pop4You kan worden. Volgens de manager kan dit niet omdat de Nitwits dan geen groep meer is en er dus ook geen voorprogramma meer is. Billie bedenkt dat de Snotgurken wel in het voorprogramma kunnen, de manager belt maar ze nemen niet op. Dan bedenkt Billie dat Nel wel een nieuwe zangeres voor de Nitwits kan worden, die doet echter maar alsof. Gelukkig komt Karo weer terug als zangeres voor Pop4You. |                                                                   |                |

## Discografie
- De single Gaan is door Walt Disney Records uitgebracht op iTunes op 18 mei 2012.

Hoewel het niet uitgesloten is, is het momenteel onbekend of er ook een volledige soundtrack uitkomt op iTunes en/of CD. Van La Gira en Highway Rodando la Aventura bestaat wel een volledige soundtrack.
| Single met eventuele hitnotering(en) in de Nederlandse Top 40 | Datum van verschijnen | Datum van binnenkomst | Hoogste positie | Aantal weken | Opmerkingen |
| ------------------------------------------------------------- | --------------------- | --------------------- | --------------- | ------------ | ----------- |
| Gaan                                                          | 01-03-2012            | -                     |                 |              | Soundtrack  |
| 1 kus                                                         | 27-05-2012            | -                     |                 |              | Soundtrack  |